# کریل مازورف
کریل تروفیم‌اویچ مازوروف (زاده ۲۵ مارس ۱۹۱۴ – درگذشته ۱۹ دسامبر ۱۹۸۹) دولتمرد شوروی و از رهبران جنبش پارتیزانی بلاروس در طول جنگ بزرگ میهنی بود.

## زندگی
مازورف در ۱۹۱۴ در روستای رودنیا پریبیتکوفسکایا در منطقه گومل متولد شد. او در طول جنگ بزرگ میهنی ۱۹۴۱ در جبهه، مناصبی چون فرمانده گردان، نماینده ستاد مرکزی جنبش پارتیزانی در تشکل‌های پارتیزانی، عضو کمیته منطقه‌ای مینسک حزب کمونیست بلاروس و دبیر کمیته مرکزی حزب کمونیست بلاروس را داشت.
در دوران پس از جنگ، دبیر دوم و سپس اول کمیته مرکزی کمسومول بلاروس، دبیر اول کمیته شهر مینسک، رئیس شورای وزیران و دبیر اول حزب کمونیست بلاروس شد. همچنین مازورف قهرمان کار سوسیالیستی شد و مدال‌های نشان لنین، نشان پرچم سرخ و نشان جمهوری سوسیالیستی چکسلواکی را دریافت کرد. او کتابی به نام «فراموش نشدنی» را نوشت و در ۱۹۸۹ درگذشت و در گورستان نووودویچی مسکو به خاک سپرده‌شد.